# Касабланка (фільм)
«Касабла́нка» (англ. Casablanca) — американський кінофільм 1942 року, романтична драма, поставлена режисером Майклом Кертісом з Гамфрі Богартом та Інгрід Бергман у головних ролях. Дія фільму розгортається в марокканському місті Касабланка у часи Другої світової війни, що знаходилось тоді під контролем вішистської Франції. Сюжет зосереджений на внутрішньому конфлікті людини, якій доводиться вибирати між любов'ю й гідністю, між коханою жінкою і необхідністю вчинити правильно — допомогти їй та її чоловіку, лідеру руху Опору, втекти з Касабланки для продовження боротьби з нацистами.
Хоча «Касабланка» ставилася як фільм А-типу, з відомими акторами й першокласними сценаристами, ніхто не сподівався отримати надзвичайних результатів та відгомону — і, справді, перші його покази принесли добротний, але не грандіозний успіх. Вважалося, що це один із десятків фільмів, що регулярно «штампувалися» Голлівудом щороку. Фільм швидко випустили в широкий прокат, щоб скористатися висадкою військ союзників у Північній Африці, яка відбулася за кілька тижнів до прем'єри фільму й ще була свіжою в пам'яті глядачів. Проте, незважаючи на зміни сценаристів, які намагалися довести до ладу ще непоставлену в театрі п'єсу наввипередки зі зйомками, і на те, що для Богарта це була перша романтична роль, — «Касабланка» виграла три «Оскари», у тому числі у категорії «найкраща картина». Персонажі, діалоги й музика стали культурними символами, а популярність фільму зросла до такого масштабу, що понині його часто називають серед найкращих фільмів усіх часів та народів.
На 1 березня 2024 року фільм займав 47-му позицію у списку 250 найкращих фільмів за версією IMDb.

## Сюжет

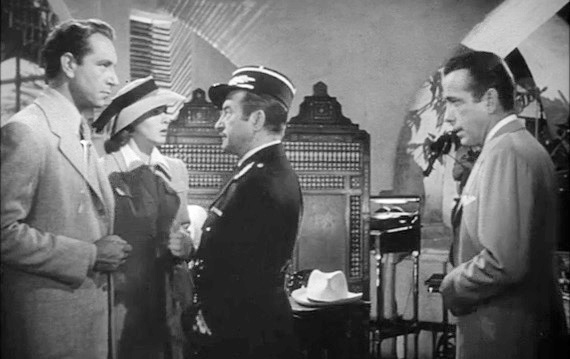
Головні герої фільму (зліва направо): Ласло, Ільза, Рено, Рік

Головний герой, Рік Блейн (Гамфрі Богарт) — гірко розчарований цинічний американець, власник «Рікове Кафе Амерікен», елітного нічного клубу й кубла для азартних ігор з найрізноманітнішою клієнтурою з числа вішистів, нацистів, біженців та злодіїв. Рік, ніби-то байдужий до всього на світі, виявляється, раніше переправляв контрабандою зброю в Ефіопію, коли та країна боролася проти італійської навали 1935 року, — і сам брав участь у громадянській війні в Іспанії на боці республіканців.
Дрібний злочинець Югарт (Пітер Лорре) прибуває до Рікового клубу із здобутими при вбивстві двох німецьких кур'єрів проїзними документами. Ці документи дозволяють вільно переміщатися захопленою німцями Європою — і навіть потрапити до нейтральної Португалії, а звідти в Новий Світ. Для постійного потоку біженців, які застрягли в Касабланці, значення документів неможливо переоцінити. Югарт хоче розбагатіти, продавши їх за шалені гроші людині, яка повинна прибути вночі. Але, перш ніж покупець приїхав, Югарта заарештовує місцева поліція, якою командує капітан Луї Рено (Клод Рейнс) — корумпований хапуга, що сам себе характеризує словами: «У мене нема переконань… я хилюся туди, куди дмуть вітри, а найсильніші вітри дмуть із Віші». Потайки від Рено й нацистів, Югарт передає документи Ріку, бо «…чомусь, тому, що ти мене зневажаєш, ти єдиний, кому я можу довіритися». Рік ховає їх у фортепіано піаніста кафе Сема.
У цю мить у життя Ріка знову входить те, що принесло йому стільки гіркоти: його колишня коханка Ільза Лунд зі своїм чоловіком, Віктором Ласло, чеським керівником руху Опору, якого вже давно розшукують нацисти. Подружжю потрібні документи для виїзду з Касабланки до США, де Ласло зможе продовжити свою роботу — але, щоб запобігти цьому, прибуває німецький майор Штрасер.
Із розмови з Ферарі, важливою особою в злочинному світі й конкурентом Ріка, Ласло довідується про наявність проїзних документів. Він звертається до Ріка з проханням віддати документи, але той відмовляється, радячи Ласло дізнатися про причину відмови у дружини. Розмову перериває виконання пісні «Die Wacht am Rhein» групою німецьких офіцерів. Розсердившись, Ласло велить оркестру грати «Марсельєзу». Керівник оркестру просить на це дозволу в Ріка, і Рік киває на знак згоди. Ласло розпочинає пісню, спочатку сам, але згодом довго придушений патріотичний запал публіки проривається назовні, — і співають уже всі, змушуючи німців піти. Штрасер мстить, наказуючи Рено закрити клуб.
Коли публіка розійшлася, до Ріка в порожньому кафе підходить Ільза. Проте він відмовляється віддати їй документи — а вона, хоча й погрожує йому пістолетом, вистрілити не може, зізнаючись, що ще кохає його. Вона пояснює, що тоді, коли вони зустрілися в Парижі, вона вважала, що її чоловік загинув при втечі з концентраційного табору. Пізніше, напередодні захоплення міста німецькими військами, вона довідалася, що Ласло живий і переховується. Це відбулося саме того дня, коли Ільза з Ріком повинні були разом виїхати з Франції на поїзді: тому вона й покинула Ріка без будь-якого пояснення, кваплячись доглядати за хворим Ласло.

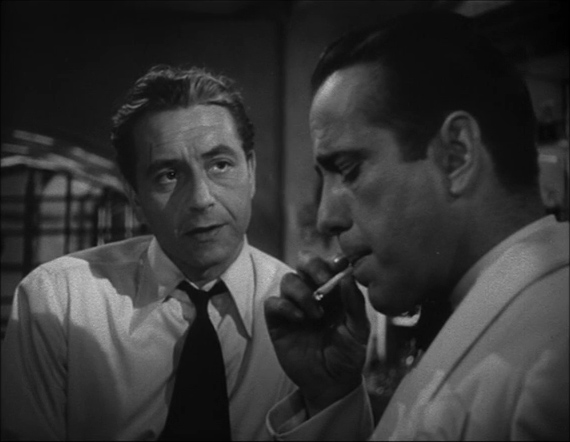
Сцена, де Ласло розмовляє з Ріком.

Довідавшись про справжню причину зникнення Ільзи, Рік м'якшає, і коханці миряться. Рік погоджується допомогти, запевняючи її, що вона залишиться з ним, коли Ласло поїде. Несподівано повертається Ласло, ледь зумівши уникнути поліцейського рейду, вчиненого на помешкання, де проходили збори активістів руху Опору. Рік ховає Ільзу на час чоловічої розмови.
Ласло розповідає, що йому відомо про Рікові почуття до Ільзи, й намагається отримати від Ріка документи, які дозволили б вивезти жінку туди, де вона була б у безпеці. Проте, прибуває поліція й заарештовує Ласло, висунувши дрібне звинувачення. Рік переконує Рено випустити Ласло, обіцяючи допомогти спіймати його на серйознішому злочині — використанні незаконних проїзних документів. Щоб розвіяти підозри Рено щодо своїх мотивів, Рік пояснює, що це надасть змогу йому з Ільзою спокійно виїхати до Америки.
Проте, коли Рено намагається заарештувати Ласло з нелегальними документами, Рік зраджує Рено, змушуючи його під дулом пістолета допомогти втечі. В останню мить Рік велить Ільзі сісти на борт літака до Лісабона разом з Ласло, говорячи їй, що вона шкодуватиме, якщо залишиться: «Можливо не сьогодні, можливо не завтра, але незабаром і до кінця свого життя», і додає, що «в них завжди буде Париж».
З'являється майор Штрасер власною персоною, йому доніс Рено, але, коли німець намагається перешкодити втечі, Рік стріляє в нього. Прибуває поліцейське підкріплення, Рено задумується, а тоді велить своїм людям «взяти звичайних підозрюваних». Залишившись наодинці з Ріком, Рено пропонує йому разом із ним залишити Касабланку і приєднатися до Вільної Франції в Браззавілі (Республіка Конго). У кінцевій сцені вони йдуть у туман, і Рік промовляє одну з найпам'ятніших фраз в історії кіно: «Луї, гадаю, що це початок чудової дружби».

## Постановка

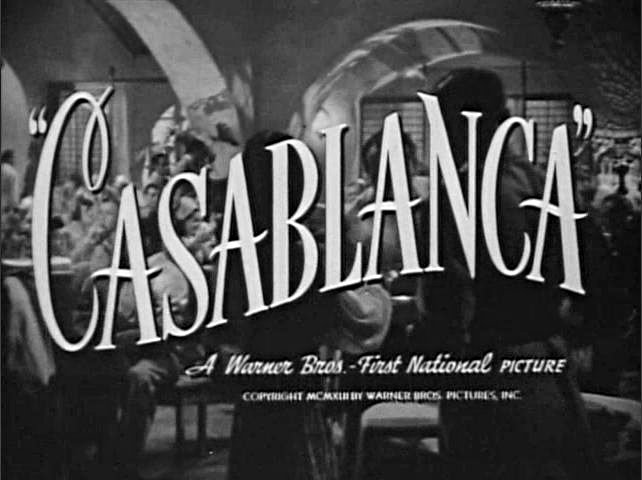
Заставка

Основу фільму склала ще не поставлена п'єса Марея Бернета і Джоан Алісон «Усі приходять до Ріка». Прочитавши п'єсу, Стівен Карно, аналітик Ворнер Броз. назвав її «складним плетивом», а редактор Айрін Даямонд зуміла переконати продюсера Гала Волліса викупити права за 20 тис. доларів. Проект отримав назву «Касабланка», вочевидь, згадуючи про хіт 1938 року «Алжир».
Зйомки розпочалися 25 травня 1942 року і завершилися 3 серпня. Загалом фільм коштував 1 млн. 39 тис. доларів, перевищивши бюджет на 75 тис.
Уся картина знімалася в студії, за винятком сцени прибуття майора Штрасера, яку знімали в аеропорту Вен Найза. Вулиці для сцен надворі були збудовані для іншого фільму — «Пісня пустелі». Для сцен паризьких спогадів вулиці були заново декоровані. Ще до 60-х років павільйон залишався у розпорядженні Ворнерів. Інтер'єр Рікового закладу складався із трьох окремих частин, тому загальний план будинку невизначений. У кількох сценах камера заглядає в кабінет Ріка через стіну кафе. Тло фінальної сцени з літаком Локхід 12-ї моделі Електра Джуніор із персоналом навколо знімався з використанням картонної моделі. Туман маскував непереконливий вигляд літака. Критик Роджер Іберт називає Волліса ключовою творчою силою за увагу до деталей (він наполіг навіть на справжньому папузі в барі «Блакитний папуга»).
Були певні проблеми зі зростом Бергман (178 см), вищою від Богарта на два дюйми (5 см). За її словами Кертіс використовував для Богарта підставку під ноги чи подушку під сидіння у спільних сценах.
Волліс написав останній рядок уже після закінчення зйомок, і Богарта викликали для озвучення через місяць.
Пізніше виникли плани додаткової сцени, в якій показувалися б Рік, Рено і загін вільних французьких солдатів на військовому кораблі союзників при висадці в Північній Африці, але викликати Клода Рейнза було складно, тому Девід Селзнік розцінив: «Було б жахливою помилкою змінювати закінчення», і від ідеї відмовилися.

## Сценарій

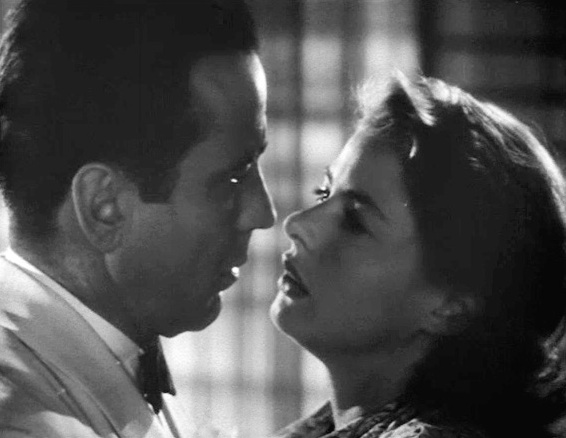
Богарт і Бергман у романтичній сцені

Ідея п'єси прийшла до Марея Бернета в 1938 році, коли він побував у Відні незабаром після аншлюсу і на власні очі побачив нацистську дискримінацію. На півдні Франції йому довелося побувати в клубі з різномовною багатонаціональною клієнтурою. Там він побачив прототип Сема, негритянського піаніста. У п'єсі Ільза була американкою на ймення Лоїс Мередіт. Вона не була знайома із Ласло до завершення паризького роману з Ріком. Сам Рік був адвокатом.
Першими сценаристами стати брати-близнюки Епстейни, Джуліус та Філіп. Вони змінили Рікову професію і додали елементи комедії. Інший автор, який згадується в титрах, Говард Кох, з'явився пізніше, але працював разом з Епстейнами, незважаючи на різницю в підходах: Кох підкреслював політичні і мелодраматичні мотиви. Кейсі Робінсон, який у титрах не згадується, допомагав писати сцени розмов Ріка з Ільзою в кафе. Схоже, Кертісу подобалися романтичні сцени. Він наполіг на тому, щоб залишити паризькі спогади. Незважаючи на різних авторів, Іберт описує сценарій як чудово цілісний. Кох пізніше стрведжував, що цьому допомогла різниця в його власному підході і підході Кертіса: «Несподівано, наші відчайдушні потуги якось злилися, і, можливо, саме війна між мною і Кертісом надала фільму певного балансу».
Джуліус Епстейн пізніше зауважив, що "у сценарії було більше «попкорну», ніж у штатах Канзас і Айова разом узятих. Але немає нічого кращого, ніж коли це «працює».
У фільму були певні проблеми з Джозефом Бріном із управління з дотримання виробничого етикету (голлівудської самоцензури), який виступив проти того, що Рено вимагав сексуальних послуг від людей, які зверталися до нього за допомогою, і того, що Рік та Ільза спали разом у Парижі. Проте і те, й інше, залишилося в остаточній версії фільму.

## Режисура
Першою кандидатурою на посаду режисера для Волліса був Вільям Вайлер, але той був зайнятий, тож Волліс звернувся до свого друга Майкла Кертіса. Кертіс був євреєм-емігрантом із Угорщини. Він приїхав у Штати в 1920-х, але в його родині були біженці з нацистської Європи. Роджер Іберт відзначав, що в «Касабланці» «тільки кілька сцен… запам'ятовуються як сцени». Кертіс намагався використовувати образи для того, щоб розповісти історію, а не заради них самих. Проте, його вклад у розвиток сюжету незначний. Кейсі Робінсон говорив, що Кертіс «не знав зовсім нічого про історію… він бачив усе в картинах, а дати йому історію було твоєю задачею». Критик Ендрю Саріс назвав фільм «найвизначнішим винятком із теорії авторства», на що Альжан Гармец відповіла: «Майже кожна картина Ворнер Броз. була винятком із теорії авторства». Інші критики відзначають заслуги Кертіса більше: Сідні Розенцвейг, у своїй розвідці про роботу режисера, висловлює погляд на фільм, як на типовий приклад властивого для Кертіса підкреслювання моральних дилем.
Монтажі, в яких показуються шляхи втечі біженців і сцени німецького вторгнення у Францію, зроблені Доном Сігелем.

## Операторська робота
Головним оператором був Артур Едесон, ветеран, який до того знімав «Мальтійського сокола» і «Франкенштейна». Особливої уваги потребувала робота з Бергман. Її знімали в основному із лівого боку, як це їй подобалося, часто використовувалися газові фільтри і додаткове підсвітлювання, яке забезпечувало іскріння очей, з метою надати обличчю виразу «невимовного смутку, ніжності й ностальгії». Смуги тіней на персонажах та інтер'єрі наводять думку про ув'язнення, розп'яття (символ Вільної Франції) та сум'яття почуттів. Темний фон і експресіоністське освітлення є класичними складовими стилю Кертіса, як і плавне пересування камери і використання антуражу для обрамлення.

## Музика
Музику до фільму написав Макс Стейнер, найбільшу славу якому приніс супровід «Віднесених вітром». Пісня «Поки минає час» (As Time Goes By) Германа Гапфілда була складовою частиною сценарію п'єси. Стайнер хотів замінити її власною, але Бергман уже підстриглася накоротко для своєї наступної ролі (Марія в «По кому подзвін») і не могла повторити сцени із піснею, тож Стейнеру довелося будувати весь супровід навколо цієї пісні й «Марсельєзи», підлаштовуючи їх так, щоб відобразити зміну настроїв.
Особливе значення має поєдинок пісень. У Ріковому кафе Штрасер із невеликою групкою офіцерів, зібравшись навколо Семового піаніно, співають «Вахту на Рейні». На прохання Ласло оркестр починає грати «Марсельєзу». Як наслідок, усі відвідувачі кафе підводяться і з викликом підхоплюють пісню, змушуючи німців піти. У саундтреку «Марсельєзу» виконує повний оркестр. Спочатку планувалося використати для цієї ключової сцени пісню «Horst Wessel Lied», яка була де-факто другим гімном нацистської Німеччини, але ця пісня все ще була захищена авторським правом у країнах, що не входили до складу союзників.
Серед інших пісень фільму — «Це мусила бути ти» («It Had to Be You») з мюзиклу 1924 року (музика Ішама Джонса, слова Гуса Кана), «Постукай по дереву» («Knock on Wood», музика М. К. Джерома, слова Джека Шоля) і «Сяй» («Shine», музика Форда Дабні, слова Сесіла Мека і Лью Брауна).

## Актори

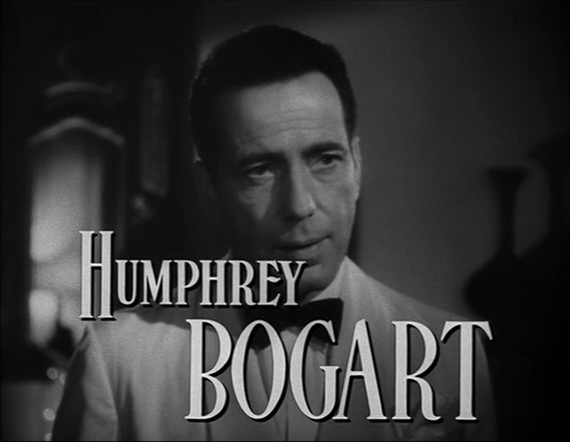
Гамфрі Богарт

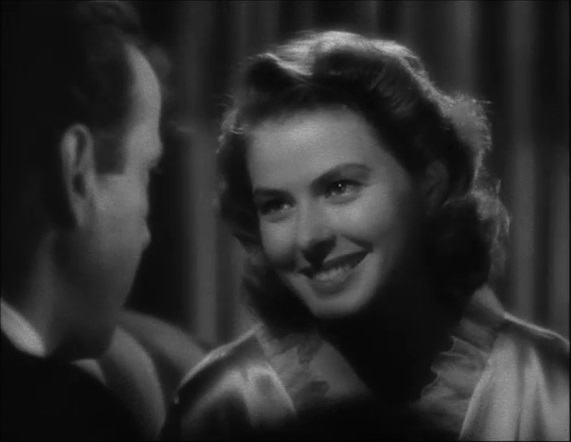
Інгрід Бергман

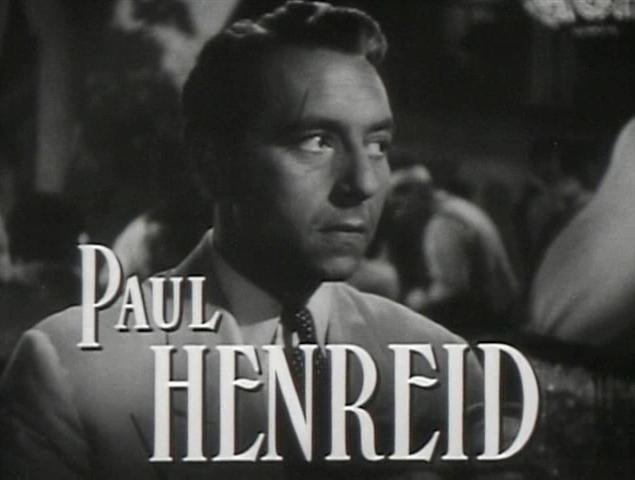
Пол Генрейд

Склад акторів надзвичайно інтернаціональний — тільки троє з тих, що згадуються в титрах, народилися в США.

### Високооплачувані актори
- Гамфрі Богарт у ролі Ріка Блейна. Уродженець Нью-Йорка, Богарт став у цьому фільмі зіркою. Раніше він мав усталене амплуа гангстера, граючи персонажів із іменами Багз, Рокс, Теркі (Індик), Віп (Батіг), Чіпс, Главз і Дюк (двічі). Фільм 1941 року «Висока Сьєра» допоміг йому зіграти персонажа із певним душевним теплом, але «Касабланка» стала для Ріка першою романтичною роллю.
- Інгрід Бергман у ролі Ільзи Лунд. Офіційна вебсторінка Інгрід називає цю роль найзнаменитішою та найвідомішою. Однак «Касабланка» аж ніяк не була улюбленим фільмом акторки. Вона говорила, що знялася у набагато кращих фільмах, та «єдиний, про який усі говорять, це той, з Богартом».[15]. Шведська актриса дебютувала в Голлівуді в фільмі «Інтермеццо», який публіка сприйняла добре, але її наступні ролі не відзначалися успіхом. Іберт називає її осяйною і відзначає особливу алхімію між нею та Богартом: «Вона гримує обличчя очима». Про Богарта Бергман сказала: «Я ніколи по-справжньому його не знала. Я цілувала його, але не знала його». На роль Ільзи розглядалися також кандидатури Ен Шерідан, Геді Ламар та Мішель Морган. Волліс отримав Бергман, яка тоді перебувала на контракті в Давида Селзніка, позичивши йому Олівію де Гавіленд.
- Пол Генрейд у ролі Віктора Ласло. Генрейд, австрійський актор, який покинув рідну країну в 1935 році, взяв роль неохоче, оскільки вона назавжди створювала враження про нього (за свідченнями Поліни Каел), як про сковану жорстку людину. Але йому пообіцяли гонорар на рівні Богарта і Бергман. З колегами стосунки в Генрейда не склалися. Богарта він вважав посереднім актором, а Бергман називала Генрейда «примадоною»[16] .

### Менш оплачувані
- Клод Рейнс у ролі капітана Луї Рено. Англійський актор, раніше працював з Кертісом в «Пригодах Робіна Гуда».
- Сідні Ґрінстріт у ролі Ферарі, конкурента Ріка. Теж англієць, раніше знімався з Лорре й Богартом у «Мальтійському соколі».
- Пітер Лорре у ролі Сіньйора Югарта. Лорре був угорським актором, який переїхав з Німеччини в 1933 році.
- Конрад Фейдт у ролі майора Штрасера, офіцера люфтваффе. Вейдт був німецьким актором, який грав у «Кабінеті доктора Калігарі» (1924). Він утік від нацистів, і під кінець кар'єри став зображати їх в американських фільмах.

### Інші
- С. З. Секелл — Карл, офіціант.
- Мадлен Лебо — Івонн, жінка покинута Ріком.
- Марсель Даліо — Еміль, круп'є. Відомий французький актор єврейського походження, чоловік Мадлен Лебо[17].
- Дулі Вілсон — Сем, піаніст. Вілсон, один із кількох акторів-американців у фільмі, був барабанщиком і не вмів грати на піаніно. Волліс хотів змінити Сема на жінку (серед кандидатур на роль була Елла Фіцджеральд) і після закінчення зйомок мав намір переозвучити його голос у піснях.
- Джой Пейдж — Анніна Брандел, молода болгарська біженка. Пейдж була пасербицею керівника студії Джека Ворнера.
- Джон Квален — Бергер.
- Леонід Кінскі — Саша, бармен у Ріковому кафе. Актор російського походження. Спочатку цю епізодичну комедійну роль отримав Леон Мостовой, але потім його замінили на Кінського, оскільки він був «смішнішим», а також завдяки протекції Богарта, з яким він часто випивав.
- Курт Буа — кишеньковий злодій.

### Не зазначені у титрах
- Пол Панцер

Частково емоційний вплив фільму пояснюється великою кількістю вигнанців і біженців із Європи серед статистів та виконавців дрібних ролей. Свідок зйомок поєдинку пісень, Гармец, зазначає, що чимало акторів розплакалися, і вона усвідомила, що вони самі біженці. Ці біженці, на думку Гармец, привнесли розуміння відчаю, недоступного головним акторам. А от німцям доводилося приховувати свої почуття. За іронією долі їх часто запрошували грати нацистів, від яких вони самі втекли.

## Сприйняття глядачем
Прем'єра фільму відбулася в кінотеатрі «Голлівуд» у Нью-Йорку 26 листопада 1942 року, що збіглося з висадкою союзників у Північній Африці і захопленням Касабланки, які відбулися за кілька тижнів до цього. Широкий прокат розпочався 23 січня 1943 року. Дата була підібрана так, щоб використати Касабланську конференцію — зустріч на вищому рівні між Черчиллем і Рузвельтом. Касовий успіх був значний, хоча й не грандіозний. У першому прокаті в США фільм зібрав 3,7 млн доларів (що було сьомим касовим збором за 1943 рік).
У Франції картину сприйняли негативно через її політичний контекст — тому фільм був швидко знятий з прокату і надалі не транслювався по телебаченню. У 1947 році фільм був показаний у паризьких кінотеатрах і мав великий успіх серед глядачів.
Воєнна інформаційна адміністрація заборонила показ фільму військам у Північній Африці з огляду на те, що він може викликати невдоволення прихильників Віші в регіоні.
На церемонії вручення «Оскарів» у 1944 році фільм здобув три нагороди: «за найкращий адаптований сценарій», «найкращому режисеру» і «за найкращу картину». Волліс образився, що нагороду за найкращу картину прийняв Джек Ворнер, а не він. Це призвело до того, що в квітні того ж року Волліс розпрощався зі студією.
Популярність фільму продовжувала рости. Марей Бернет сказав про це: «так було вчора, є сьогодні, буде завтра». До 1955 року фільм приніс 6,8 млн доларів, що зробило його лише третім у списку воєнних фільмів Ворнерів (позаду «Сяй далі, жнивний місяцю» і «Це армія»). 27 квітня 1957 року театр Бретл у Кембриджі, Массачусетс, показав його, як частину сезону старих фільмів. Популярність стала такою, що у Гарвардському університеті утвердилася чинна донині традиція показувати «Касабланку» впродовж тижня випускних екзаменів. Цю традицію підхопили багато інших вищих навчальних закладів США. Тод Гітлін, професор соціології, який сам відвідував такі перегляди, описав це як дію, яка не вписувалася в звичну рутину. Традиція підтримала популярність «Касабланки», в той час, коли інші знамениті фільми сорокових в'янули. До 1977 року «Касабланка» стала фільмом, який найчастіше показувався американським телебаченням.
Існує анекдотичне свідчення того, що «Касабланка» миліша звичайному любителю кіно, ніж кіноіндустрії. У випуску журналу «Американська стрічка» за листопад-грудень 1982 року, Чак Рос стверджує, що він передрукував сценарій «Касабланки», змінивши тільки назву на початкову «Всі приходять до Ріка» й ім'я піаніста на Дулі Вілсона, а потім подав його на розгляд 217 агенцій. 85 із них прочитали сценарій. Серед них 38 одразу ж відмовилися, 33 — упізнали (але тільки 8, як «Касабланку»), три оголосили, що сценарій має комерційну цінність, а одне запропонувало переписати його як роман.

## Відгуки критики

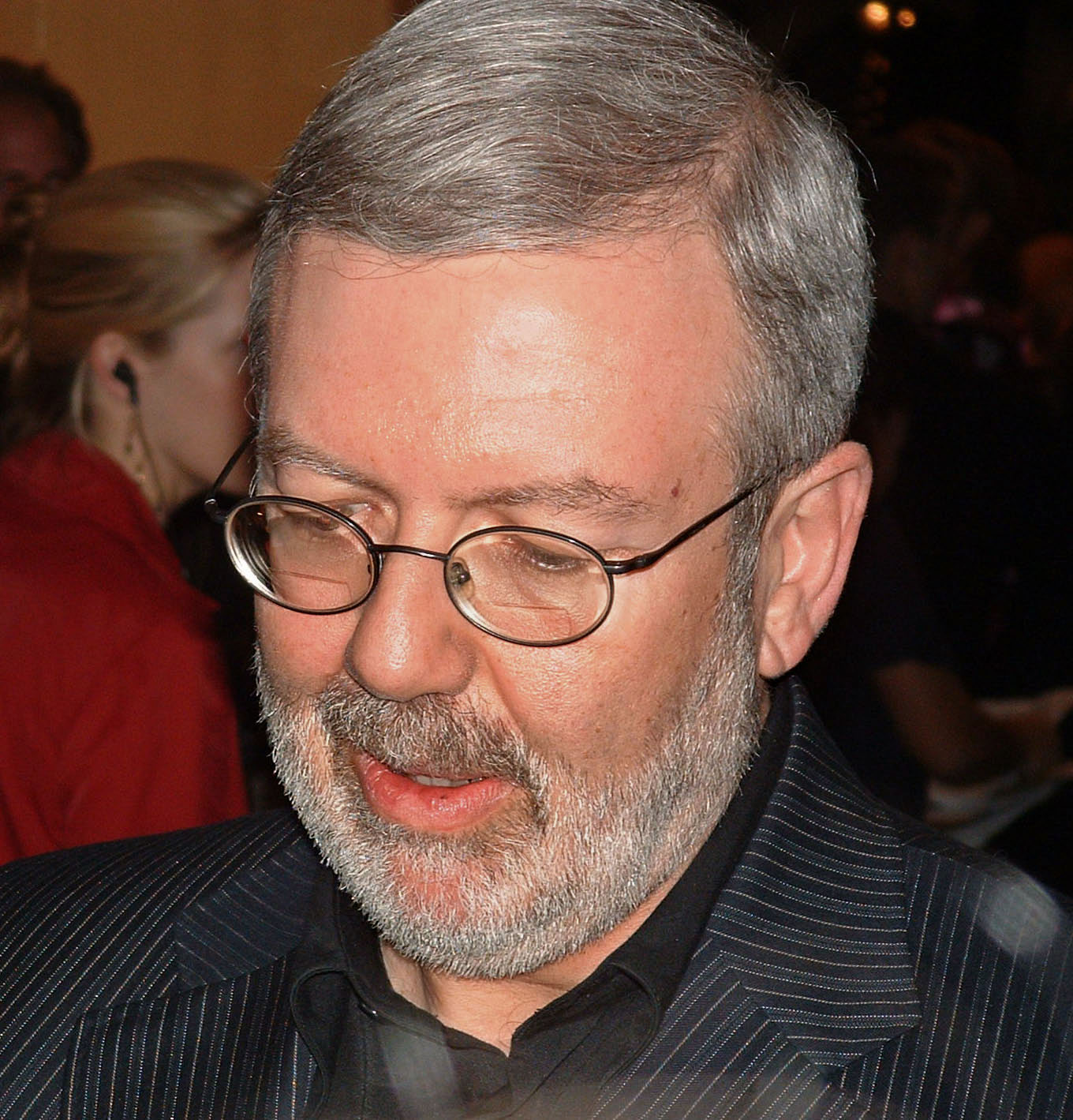
Кінокритик Леонард Мальтін, що проголосив «Касабланку» своїм улюбленим фільмом

Початкова реакція критиків була загалом приязна. Щотижневик «Вераєті» описав фільм, як чудову пропаганду проти країн осі. Кох пізніше писав: «Це була картина, потрібна публіці… у ній були цінності… за які варто було приносити жертви. А говорилося про це, водночас розважаючи публіку». Інші відгуки містили менше завзяття: газета «Нью-Йоркер» розцінила фільм тільки як «доволі терпимий».
За словами Роджера Іберта, «Касабланка», "мабуть фігурує у списках найвизначніших фільмів усіх часів частіше, ніж будь-який інший твір, включно з «Громадянином Кейном», що пояснюється привабливістю для ширшого кола глядачів. Тоді, коли «Громадянин Кейн» визначніша стрічка, «Касабланка» — стрічка, яку більше люблять. Іберт відзначав, що йому ніколи не доводилося чути негативного відгуку на цей фільм, хоча окремі елементи можна критикувати, наприклад, нереалістичні спецефекти або негнучкість образу Ласло. Руді Белмер підкреслював багатогранність картини: «Це суміш драми, мелодрами, комедії [і] інтриги». Леонард Мальтін проголосив стрічку своїм улюбленим фільмом усіх часів.
Іберт говорив, що фільм популярний, бо «люди в ньому всі настільки добрі». Як герой руху Опору, Ласло найшляхетніший, хоча настільки негнучкий і зціплений, що навряд чи може подобатися. Інші образи, за словами Бельмера, не настільки наче під мірку різані — вони приходять до добра із розвитком сюжету фільму. Рено на початку фільму — колабораціоніст, який вимагає сексуальних послуг від біженок, і наказує вбити Югарта. Рік, на думку Бельмера, «не герой… не погана людина»: він робить усе, що треба, щоб ладити із владою і «не підставляти свою шию за кого б не було». Навіть Ільза, найменш діяльна серед головних персонажів, переживає внутрішню боротьбу, намагаючись зрозуміти, кого з чоловіків вона насправді кохає. Але в кінці фільму «всі щодо одного приносять жертви».

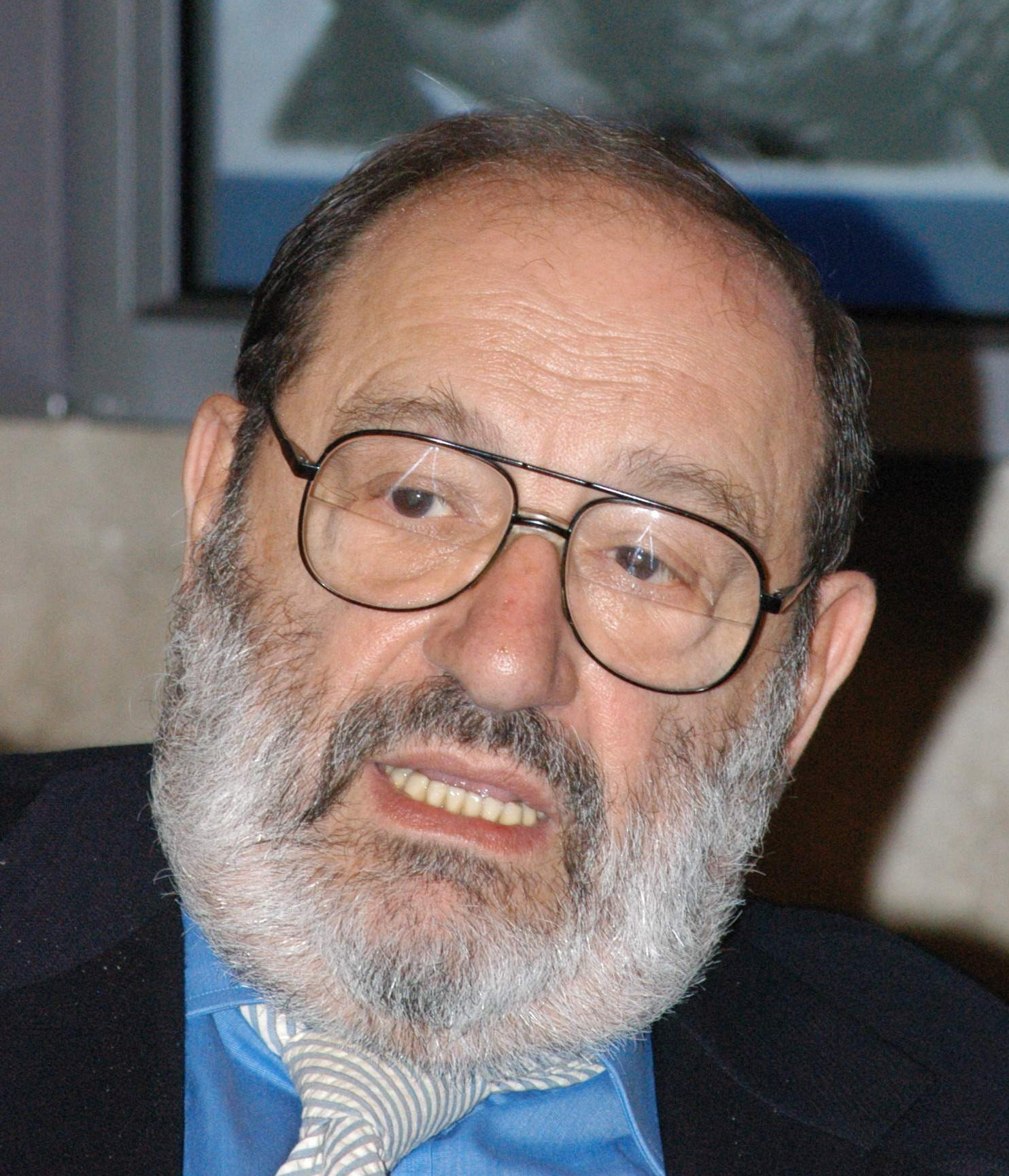
Критик Умберто Еко, який назвав «Касабланку» посереднім фільмом

Нотка незгоди вчувається в Умберто Еко, який написав, що «за строгими критичними стандартами… „Касабланка“ посередній фільм». Він розцінює зміни в характерах героїв не як складні, а як неузгоджені: «Це комікс, тяп-ляп, у ньому немає психологічної правдоподібності, та й у драматичних ефектах мало послідовності». Проте, зауважує він, саме ця непослідовність пояснює популярність стрічки, дозволяючи їй увібрати в себе цілу низку архетипів (нещасливе кохання, втечу, плин часу, очікування, пристрасть, тріумф чистоти, вірного слугу, любовний трикутник, красуню й чудовисько, фатальну жінку, честолюбного авантюриста і п'яницю, що став на шлях істинний):
Таким чином, «Касабланка» не просто один окремий фільм. У ній багато фільмів, ціла антологія. […] Коли всі архетипи безсоромно вивалюються на екран, з'являється гомерична глибина. Кліше викликають сміх. Сотні кліше — розчулюють. Бо ми невиразно відчуваємо, що кліше розмовляють між собою і святкують свою зустріч.
Еко виділив пожертвування, як одну з ключових тем фільму: «міф про жертву пронизує всю стрічку». Саме ця тема знаходила у роки війни живий відгук у серцях глядачів, яких запевняли, що болісні жертви та необхідність іти в бій може бути романтичною дією, здійсненою для більшого добра.

### Інтерпретації
Критики по різному читали «Касабланку». Вільям Донелі стверджує в «Коханні та смерті в Касабланці», що Рікові стосунки з Семом, а потім з Рено є «стандартним проявом пригніченої гомосексуальності, який лежить в основі більшості американських пригодницьких творів». Гарві Ґрінберг дає фрейдистське тлумачення в «Кіно у ваших думках», в якому Ріку перешкоджає повернутися до США едіпів комплекс, який знаходить свій вихід тільки тоді, коли Рік починає ототожнювати батьківську особистість з Ласло та його справою.

Сідні Розенцвейґ заперечує, зазначаючи, що таке прочитання редуктивне, і що найважливіший аспект фільму — закладена в ньому невизначеність, особливо невизначеність центрального персонажу — Ріка. Він наводить низку імен, за якими звертаються до Ріка інші персонажі (Річард, Рікі, містере Ріку, гер Блейн тощо) як свідчення різної його значимості для кожної із цих осіб.

### Вплив
Запозичення з «Касабланки» зустрічаються в багатьох фільмах. Проїзд до Марселю знову звів докупи Богарта, Рейнза, Кертіса, Грінстріта і Лорре в 1944 році. Між «Касабланкою» і двома пізнішими стрічками Богарта теж є багато схожого: «Мати і не мати» (1944) і «Сірокко» (1951). Серед пародій — «Ніч у Касабланці» братів Маркс (1946), «Дешевий детектив» (1978), «Дротяна борода» (1996) і «Зовнішній холод» (2001) Ніла Соломона. Із «Касабланки» позичена назва фільму «Звичайні підозрювані». «Зіграй мені знову, Семе» Вуді Алена, використовує образ із Касабланки як ментора для Аленівського персонажа.
Сама стрічка стала сюжетною рисою науково-фантастичного телефільму «Перебір в банку пам'яті» (1983), поставленому за мотивами оповідання Джона Варлі. Схожу, хоча менш важливу роль, стрічка зіграла в антиутопії Тері Ґільяма «Бразилія». Ворнер Броз. поставили власну пародію «Каротбланка», мультфільм 1995 року із Багзом Банні. Фільм згадується також у стрічці «Чорна кішка, білий кіт» Кустуриці, один із персонажів якого сильно переймається кінцевою фразою.
Стівен Содерберг вшанував «Касабланку» фільмом «Добрий німець» 2006 року, чорно-білим детективом, дія якого розгортається у повоєнному Берліні. У фільмі використовується технологія часів «Касабланки». Фільм завершується сценою між колишніми коханцями (їх грають Джордж Клуні і Кейт Бланшетт), яка відбувається в аеропорту. Афіша фільму схожа на класичну афішу «Касабланки».
Телебачення теж намагалося використати популярність стрічки. Наприклад, одна із серії серіалу «Детективне агентство Місячне Сяйво», пародіює «Касабланку», де Кертіс Армстронг є Ріком, а Еліс Бізлі — Агнес.
У літературі оповідання Роберта Кувера «Ти повинна це пам'ятати» використовує точні цитати зі стрічки, і точно відтворює секс-сцену між Ріком та Ільзою, а науково-фантастична повість «Дитячий час» із серії «Війни між людьми і кзинами», створеної Лері Нівеном, має сюжет, чимало складових якого запозичено в «Касабланці».

## Нагороди
«Касабланка» нагороджена трьома «Оскарами»:
- За найкращу картину — Ворнер Броз. (Гал Волліс, продюсер)
- Найкращому режисеру — Майкл Кертіс
- За найкращий адаптований сценарій — Джуліус Епстейн, Філіп Епстейн та Говард Кох

Також стрічка була номінована на 5 інших «Оскарів»:
- найкращому актору — Гамфрі Богарт
- найкращому актору другого плану — Клод Рейнз
- за найкращу операторську роботу, чорно-біле кіно — Артуту Едесону
- за монтаж — Овен Маркс
- за найкращий музичний супровід — Макс Стейнер

У 1989 році стрічка була відібрана для зберігання в Національному реєстрі кінофільмів Сполучених Штатів, як «культурно, історично та естетично значима».
У 2005 році також була названа одною зі 100 найзначніших кінострічок за останні 80 років за версією Time.com.
У 2006 році гільдія письменників Америки, проголосували за сценарій «Касабланки», як за найкращий усіх часів у списку «101 найвизначніший сценарій».
На 18 вересня 2018 року фільм займав 36-у позицію у списку "250 кращих фільмів за версією IMDb..

## Відзнаки у серії 100 років
"Серія 100 років" Американського інституту кіномистецтва неодноразово відзначала «Касабланку».
- 1998 — Сто років… сто кінофільмів — 2-е місце
- 2001 — Сто років … сто переживань — 37-е місце
- 2002 — Сто років … сто почуттів — перше місце
- 2003 — Сто років… сто героїв та негідників:
  - Рік Блейн, герой номер 4
- 2004 — Сто років… сто пісень:
  - «Поки минає час», номер 2
- 2005 — Сто років… сто цитат — номери 5, 20, 28, 32, 43, 67
- 2006 — Сто років… сто сміхів — 32-е місце
- 2007 — Сто років … 100 кінофільмів, на честь десятої річниці — 3-є місце

## Інші версії, сиквели

Кадри із контроверсійної розкольорованої версії фільму

Після того, як «Касабланка» стала хітом, почалися розмови про створення продовження. Робота над запланованим сіквелом за назвою «Браззавіль» так ніколи й не почалася, і відтоді жодна студія всерйоз не планувала зйомок продовження або рімейку. У 1974 році режисер Франсуа Трюффо відхилив пропозицію зняти нову версію фільму, посилаючись на його культовий статус. За деякою інформацією, боллівудський режисер Раджив Нат працює над новою версією фільму, яку називає «даниною оригіналові».
Роман «Поки минає час» Майкла Велша, опублікований в 1998, був легалізований Ворнер Броз. Книга практично не мала успіху. Свою версію продовження історії описав Девід Томсон у романі «Підозрювані» 1985 року.
Існують два коротких американських телесеріали, засновані на фільмі. Сюжет обох є передісторією «Касабланки». Перший з них транслювався на каналі АВС, загальна тривалість склала 10 годин. Чарльз Макгро виконав роль Ріка, Марсель Дальо (круп'є Еміль у фільмі) — Рено. Інший серіал, загальною тривалістю 5 годин, виходив на каналі NBC в 1983, з Девідом Соулом у ролі Ріка, Реєм Лайотта в ролі Сашка й Скетменом Кродерсом у ролі Сема.
Також існують кілька радіоадаптацій фільму. Найвідоміші з них:
- Постановка 26 квітня 1943 в The Screen Guild Theater за участю Богарта, Бергман й Генрейда (тривалістю 30 хвилин).[30]
- 24 січня 1944 у Lux Radio Theater з Аланом Ладдом у ролі Ріка, Хеді Ламарр у ролі Ільзи й Джоном Лодером у ролі Віктора Ласло (1 година).[31]
- 3 вересня 1943 в Philip Morris Playhouse (30 хвилин).
- 19 грудня 1944 в Theater of Romance (за участю Дулі Вілсона в ролі Сема) (30 хвилин).

Джуліус Епстейн двічі робив спробу поставити фільм як мюзикл на Бродвеї, в 1951 й 1967 роках, обидва рази безуспішно.
П'єса-першооснова «Усі приходять до Ріка» без особливого успіху ставилася в Ньюпорті, Род-Айленд, у серпні 1946, і в Лондоні у квітні 1991.
«Касабланка» була одним із класичних фільмів розкольорованих в 1980-х. Кольорову версію було показано по телебаченню й видано на відеокасетах. Це викликало невдоволення серед пуристів. Син Богарта Стефан сказав: «Якщо ви окольоровуєте „Касабланку“, чому б тоді не приліпити руки Венері Мілоській?».

## Плітки

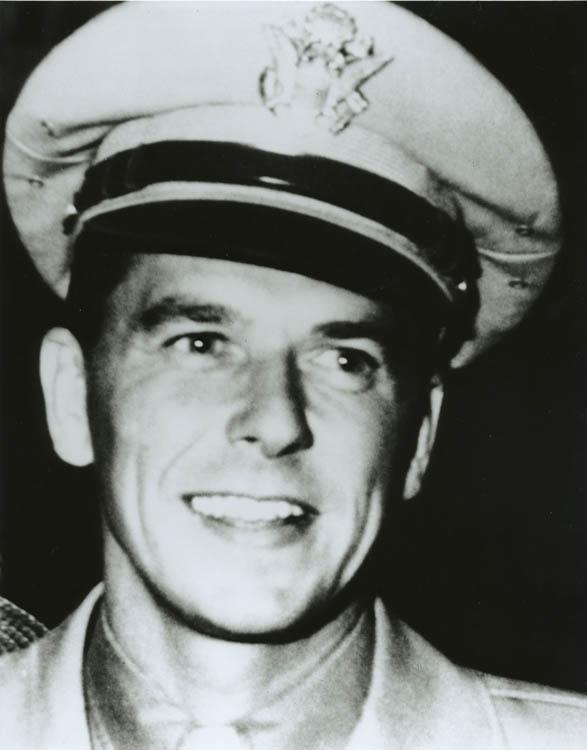
Рональд Рейган, котрий, за легендою, був кандидатом на роль Ріка. Однак у той час він уже вирушив служити в армії

Фільм обріс плітками і легендами. Одна з них стверджує, що першим вибором на роль Ріка був Рональд Рейган. Джерело цієї інформації — один із ранніх прес-релізів студії, але на той час уже було відомо, що він змушений вирушити на роботу в армію, тож насправді його кандидатуру ніколи не розглядали серйозно.
Інша добре відома легенда стверджує, що актори до останнього дня не знали, як закінчиться фільм. П'єса-першооснова, дія в якій розгортається цілком і повністю у кафе, закінчується тим, що Рік відсилає Ільзу з Віктором до аеропорту. При написанні сценарію розглядалася можливість того, що Ласло гине в «Касабланці», а Рік із Ільзою отримують можливість жити разом, але, як Кейсі Робінсон написав Галу Воллісу ще перед зйомками, закінчення фільму, в якому Рік відсилає Ільзу з Віктором на літак, — чудовий сюжетний поворот. Вчинивши так, він не лише розв'язує проблему любовного трикутника, а й змушує дівчину жити за мірками притаманного її характеру ідеалізму, продовжувати свою справу, що в ті дні було важливіше, ніж кохання двох маленьких людей. Звісно, те, щоб Ільза покинула Ласло заради Ріка, було абсолютно неможливо — етикет виробника, що діяв у ті часи, забороняв показувати, як одружена жінка кидає чоловіка задля іншого. Обговорювалася лише можливість того, що можна зробити, щоб поєднати Ільзу з Ріком. Легенду породило, мабуть, твердження Бергман про те, що вона не знала, кого з чоловіків їй слід було кохати за задумом. Хоча сценарій і переписувався впродовж зйомок, ретельне вивчення записок доказало, що багато ключових сцен були зняті вже тоді, коли Бергман знала закінчення фільму. Її сумніви, за словами Іберта, були радше емоційними, а не фактологічними.

## Логічні хиби та неточності
У фільму є кілька логічних недоліків, найпомітніший із яких — два проїзні документи, що начебто дають право особі, яка їх представила, покинути територію Вішистської Францї. Судячи з нечіткого аудіо, в якому кожен слухач чує своє, Югарт говорить, що вони підписані або генералом Вільної Франції Шарлем де Голлем, або ж вішистським генералом Максимом Веґаном. В англійських субтитрах на офіційному DVD написано де Голль, а в французьких — Веґан. Веґан був уповноваженим генералом Віші у північно-африканських колоніях ще місяць перед тим, як знімався фільм, і за рік після того, як була написана п'єса. Де Голль очолював уряд у вигнанні Вільної Франції, ворога вішистського режиму, який на той час утримував контроль над Марокко. 2 серпня 1940 року вішистський польовий суд засудив де Голля за зраду in absentia і виніс вирок про його довічне ув'язнення, тож підписані ним документи не могли бути жодним чином корисними. Документи були вигадані Джоан Аллісон при написанні п'єси першоджерела, і ніколи не викликали сумнів, що є класичним прикладом макгафіну. Навіть у самому фільмі Рік зауважує Рено, що документи не дозволили б Ільзі, не кажучи вже про Ласло, втекти: «Із Касабланки людей затримували, незважаючи на їхні законні права».
У тому ж дусі, незважаючи на твердження Ласло, що нацисти не можуть заарештувати його: «Це ще й досі неокупована Франція; будь-яке порушення нейтралітету відіб'ється на капітані Рено», Іберт зазначає, що «Нелогічно те, що він отак вільно розгулює… Його заарештували б, як тільки побачили б». Гармец, проте, висловлює припущення, що Штрассер навмисно дозволяє Ласло вільно пересуватися, сподіваючись, що він видасть імена керівників руху Опору в Європі в обмін на дозвіл Ільзі виїхати до Лісабону.
Серед інших помилок — неправильний варіант прапора Марокко, твердження Рено, що «Я був із ними [американцями], коли вони 'ввалилися' в Берлін у 1918-му» (німецька столиця не була захоплена у Першій світовій війні), і те, що ноги жодного німецького солдата в уніформі в Касабланці впродовж Другої світової війни не було.
Були також неодмінні в кожному фільмі помилки з неперервністю; наприклад, у фінальній сцені воєнний плащ майора Штрассера показується як із погонами, так і без них. Також, у сцені, в якій Рік від'їздить до Парижа на поїзді, чітко видно, як плащ Ріка змочує до нитки сильний дощ, але вже в поїзді плащ зненацька стає сухим. Ставлення Кертіса до таких подробиць чітко визначене, він говорив: «Я прокручую все настільки швидко, що ніхто й не звертає увагу».

## Знамениті фрази
Шість фраз із «Касабланки» було включено до сотні найзнаменитіших, що набагато більше, ніж у будь-якого іншого фільму («Віднесеним вітром» та «Чарівнику країни Оз» належать по три фрази).
П'яте місце серед найпам'ятніших фраз американського кіно посіла фраза «Ось дивиться на тебе, дитя» (англ. Here's looking at you, kid) Її не було в сценарії. Стверджується, що цю фразу Богарт промовив, навчаючи Бергман грати в покер. Інші фрази:
- «Луї, гадаю, що це початок чудової дружби» — 20-е місце. (англ. Louis, I think this is the beginning of a beautiful friendship.);
- "Зіграй її, Семе. Зіграй «Поки минає час» — 28-е місце. (англ. Play it, Sam. Play 'As Time Goes By'.) Часто помилково цитується як «Зіграй її знову, Семе»;
- «Візьміть звичайних підозрюваних» — 32-е місце. (англ. Round up the usual suspects.);
- «У нас завжди буде Париж» — 43-є місце. (англ. We'll always have Paris.);
- «Із усіх генделиків у всіх містах у всьому світі, вона заходить у мій» — 67-е місце. (англ. Of all the gin joints in all the towns in all the world, she walks into mine.).